# Auholz (Hilpoltstein)
Auholz ist ein Gemeindeteil der Stadt Hilpoltstein im Landkreis Roth (Mittelfranken, Bayern). Auholz liegt in der Gemarkung Heuberg.

## Lage
Die Einöde liegt, umgeben von Feldern, nördlich des Espangrabens nordöstlich des Gemeindesitzes. Südlich von Auholz breitet sich ein gleichnamiges Waldgebiet aus, das bis auf 409 m ü. NHN ansteigt, um dann zum Espangraben wieder abzufallen. Südlich von Auholz führt die Staatsstraße 2220 vorbei, die vom Gemeindesitz aus in Richtung Mörlach und weiter nach Freystadt geht. Von ihr zweigt eine Gemeindeverbindungsstraße in Richtung Norden ab, von der nach 500 Metern eine Abzweigung über die Lochmühle bei Heuberg nach Auholz führt und dort endet.
Die Ortsflur ist 44 Hektar groß.

## Geschichte
Auholz ist nicht erwähnt in der Güterbeschreibung der Reichsstadt Nürnberg von 1544, als das pfalz-neuburgische Amt Hilpoltstein an die Reichsstadt verpfändet war, und muss demnach erst danach entstanden sein. Als Waldgebiet ist das Auholz jedoch in der Güterbeschreibung erwähnt: Hier, in „des Bredenwinders Eigen“, hatten „die von Altenhofen“ den Viehtrieb. Das „Auholtz“ ist als Waldgebiet auch in einer Beschreibung des Amtes Hilpoltstein von 1604 erwähnt. Es wird bei der späteren Gründung der Einöde namensgebend gewesen sein.
Gegen Ende des Alten Reiches, um 1800, war Auholz eine Einöde von einem freieigenen Hof im Pflegamt Hilpoltstein, das die hohe Gerichtsbarkeit ausübte.
Im neuen Königreich Bayern (1806) wurde die Einöde Auholz Teil der Ruralgemeinde Heuberg. 1875 wurden in Auholz fünf Stück Rindvieh gehalten. Um 1904 war die Einöde unbewohnt. Für 1937 werden für den Hof vier, um 1950 elf, 1987 fünf Personen Bewohner angegeben.
Im Zuge der Gebietsreform in Bayern ließ sich die Gemeinde Heuberg (Heuberg, Altenhofen, Auholz, Aumühle und Lochmühle) am 1. Januar 1972 nach Hilpoltstein eingemeinden.

## Einwohnerentwicklung
- 1818: 07 (1 „Feuerstelle“ = Haus, 2 Familien)[10]
- 1831: 13 (2 Häuser)[11]
- 1836: 04 (1 Haus)[12]
- 1861: 07 (4 Gebäude)[13]
- 1871: 05 (5 Gebäude)[14]
- 1904: 00 (1 Wohngebäude)[15]
- 1937: 04[16]
- 1950: 11[17]
- 1961: 09 (1 Wohngebäude)[18]
- 1970: 11[19]
- 1987: 05 (1 Wohngebäude, 1 Wohnung)[20]